# Флаг Непала
Государственный флаг Непала (непальск. नेपालको झण्डा) — Представляет собой упрощённую комбинацию вымпелов двух ветвей династии Рана — прошлых правителей страны.
Флаг был принят 16 декабря 1962 года. К тому времени вымпелы использовались раздельно на протяжении двух столетий. Вместе их начали использовать с XX века.
Синий цвет границы флага символизирует мир, а тёмно-красный — национальный цвет Непала. Два королевских символа олицетворяют надежду на то, что Непал будет существовать так же долго, как и солнце и луна. А треугольные преобразования флага — символ южной и северной вершин горы Эверест, или Джо-Мо-Рлунг-Ма (Джомолунгмы).
Треугольная форма флага является традиционной для культуры Южной Азии. На сегодняшний день этот флаг — единственный официальный государственный флаг, имеющий такую необычную форму.

## Галерея
- Флаг Королевства Непал
- Первый флаг Федеративной Республики Непал.